# Żart muzyczny
Żart muzyczny (KV 522) (niem.: Ein musikalischer Spaß) – divertimento na dwa rogi i kwartet smyczkowy Wolfganga Amadeusa Mozarta. Kompozytor umieścił utwór w swoim Verzeichnis aller meiner Werke (Katalog wszystkich moich dzieł) 14 czerwca 1787. Komentatorzy uważają, że ma on cel satyryczny – że „jego harmoniczne i rytmiczne gafy mają służyć parodiowaniu dzieł niekompetentnych kompozytorów” – chociaż nic nie wiadomo o tym, żeby Mozart ujawnił swoje prawdziwe intencje.

## Struktura i elementy kompozycji

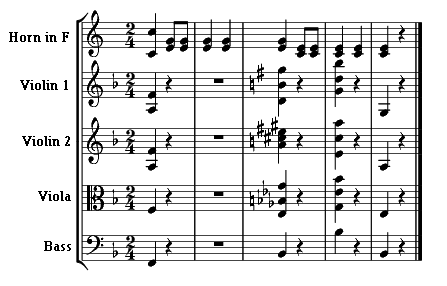
przykład politonalności, w zakończeniu utworu

Kompozycja składa się z czterech części – form spotykanych w wielu klasycznych divertimentach:
1. Allegro (forma sonatowa)
2. Menuetto (Maestoso) – Trio
3. Adagio cantabile
4. Presto (forma ronda sonatowego)

Do elementów komediowych w tym utworze należą:
- asymetryczne frazowanie, nie oparte na grupach czterech taktów, na początku pierwszej części;
- dominanty wtrącone (ang. secondary dominant) w miejsce akordów subdominanty;
- współbrzmienia dysonansowe w rogach;
- skale całotonowe w wysokich rejestrach skrzypiec;
- niezdarna instrumentacja, stosowanie ciężkiego i monotonnego akompaniamentu dla lekkiej linii melodycznej w ostatniej części;
- żałosna próba fugato, również w ostatniej części.

Utwór ten ma znaczenie między innymi ze względu na to, że jest jednym z najwcześniejszych znanych przykładów politonalności (nie najwcześniejszym, ponieważ Heinrich Ignaz Franz Biber w swoim utworze Battalia zastosował politonalność). Daje to efekt kompletnej katastrofy w finale. Mogło to być zamierzone jako wrażenie bardzo nieczystego grania smyczków, ponieważ tylko rogi kończą na tonice. Dolne smyczki w zakończeniu zachowują się tak, jakby toniką stało się B-dur, podczas gdy skrzypce i altówki przechodzą odpowiednio do G-dur, A-dur i Es-dur.
Asymetryczne frazowanie, skale całotonowe i politonalność są obce muzyce epoki klasycyzmu. Stały się powszechne dopiero u kompozytorów wczesnego XX wieku jak Claude Debussy i Igor Strawinski, którzy poszukiwali nowego języka muzycznego. W tym późniejszym kontekście, były to uznane nowe techniki w muzyce poważnej. W czasach Mozarta te nieklasyczne elementy nadawały utworowi charakter komediowy, wyrażając humor kompozytora.

## Tłumaczenie
Tytuł Żart muzyczny może być słabym odzwierciedleniem oryginalnego niemieckiego określenia: Spaß nie musi koniecznie oznaczać żartobliwości, gdzie słowo Scherz byłoby najprawdopodobniej użyte. Według Fritza Spiegla, dokładniejszym tłumaczeniem byłoby angielskie Some Musical Fun (Muzyczna zabawa).

## Inne zastosowania
Wersja początku ostatniej części, zaaranżowana przez Waldo de los Ríos była przez wiele lat używana jako muzyka tytułowa do Horse of the Year Show (BBC).